# 帕利帕拉耶姆
帕利帕拉耶姆（Pallipalayam），是印度泰米尔纳德邦Namakkal县的一个城镇。总人口35214（2001年）。

## 人口
该地2001年总人口35214人，其中男性17920人，女性17294人；0—6岁人口3628人，其中男1857人，女1771人；识字率61.50%，其中男性为68.78%，女性为53.96%。